# Pininfarina
Pininfarina S.p.A., tức Carrozzeria Pininfarina, là một công ty thiết kế xe hơi, xe gắn máy và đóng tàu ở Ý, có trụ sở tại Cambiano, (Thành phố Torino), Italia. 

## Lịch sử
Battista "Pinin" Farina là người sáng lập ra hãng này vào năm 1930. 
Ngày 14 tháng 12 năm 2015, Tập đoàn Mahindra ở Mumbai, Ấn Độ mua lại Pininfarina S.p.A. với giá khoảng 168 triệu euro.

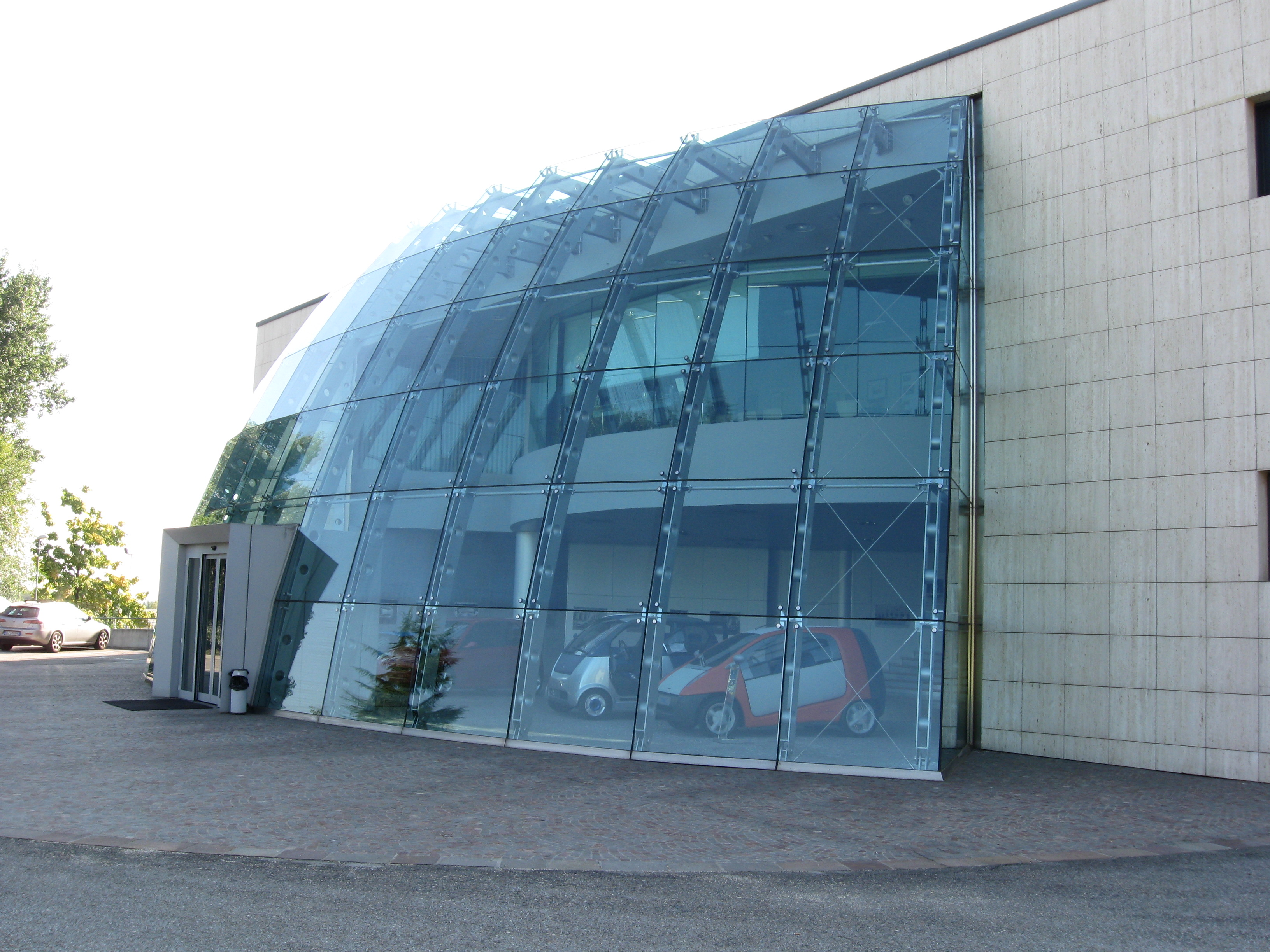
Trung tâm Thiết kế Pininfarina

Pininfarina có hợp đồng với một số nhà sản xuất ô tô để thiết kế xe, trong đó có những hãng kỳ cựu lâu đời như Ferrari, Alfa Romeo, Peugeot, Fiat, GM, Lancia, và Maserati. Gần đây hơn là những hãng xe hơi chỉ mới xuất hiện ở Trung Quốc như AviChina, Chery, Changfeng, Brilliance, và JAC. Ngoài ra Daewoo và Hyundai của Hàn Quốc và VinFast của Việt Nam cũng dùng Pininfarina.

## Lãnh đạo
- Chủ tịch: Paolo Pininfarina
- CEO - General Manager: Silvio Pietro Angori
- Ban giám đốc: Gianfranco Albertini, Edoardo Garrone, Romina Guglielmetti, Licia Mattioli, Enrico Paraffini, Carlo Pavesio, Roberto Testore.
- Statutory Auditors: Nicola Treves (president), Margherita Spaini, Giovanni Rayneri.

## Hình ảnh

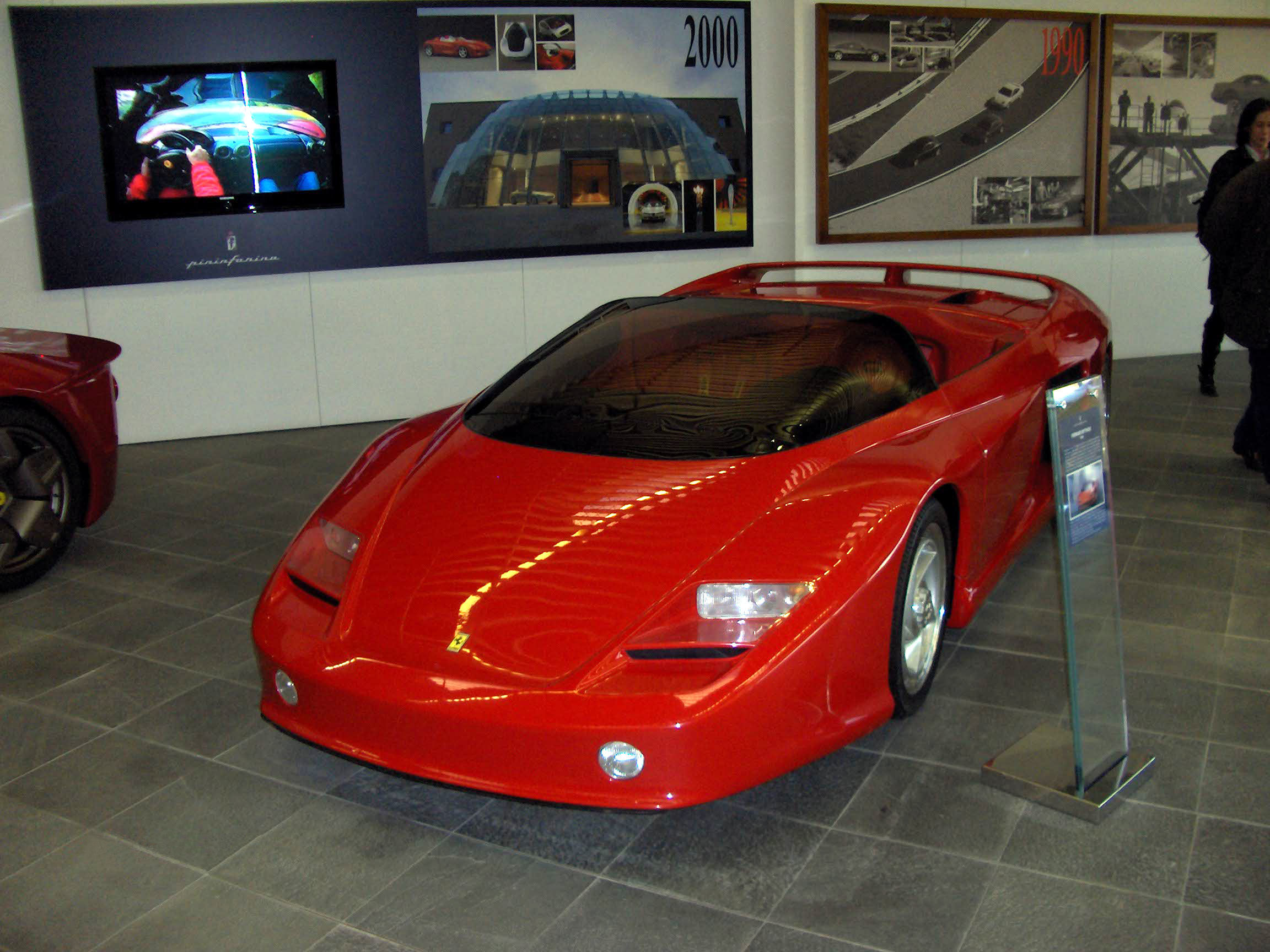
Ferrari Mythos
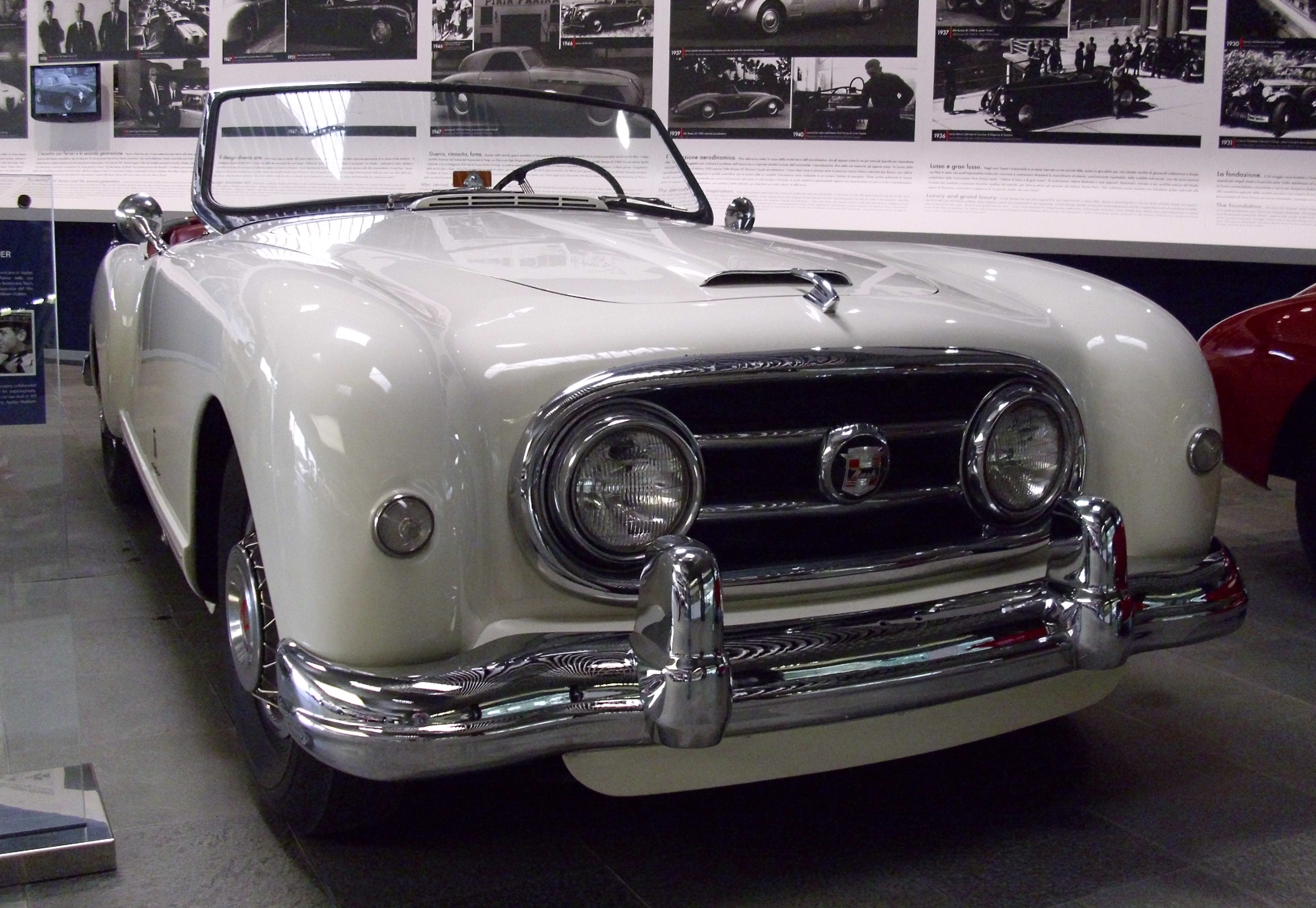
Nash-Healey
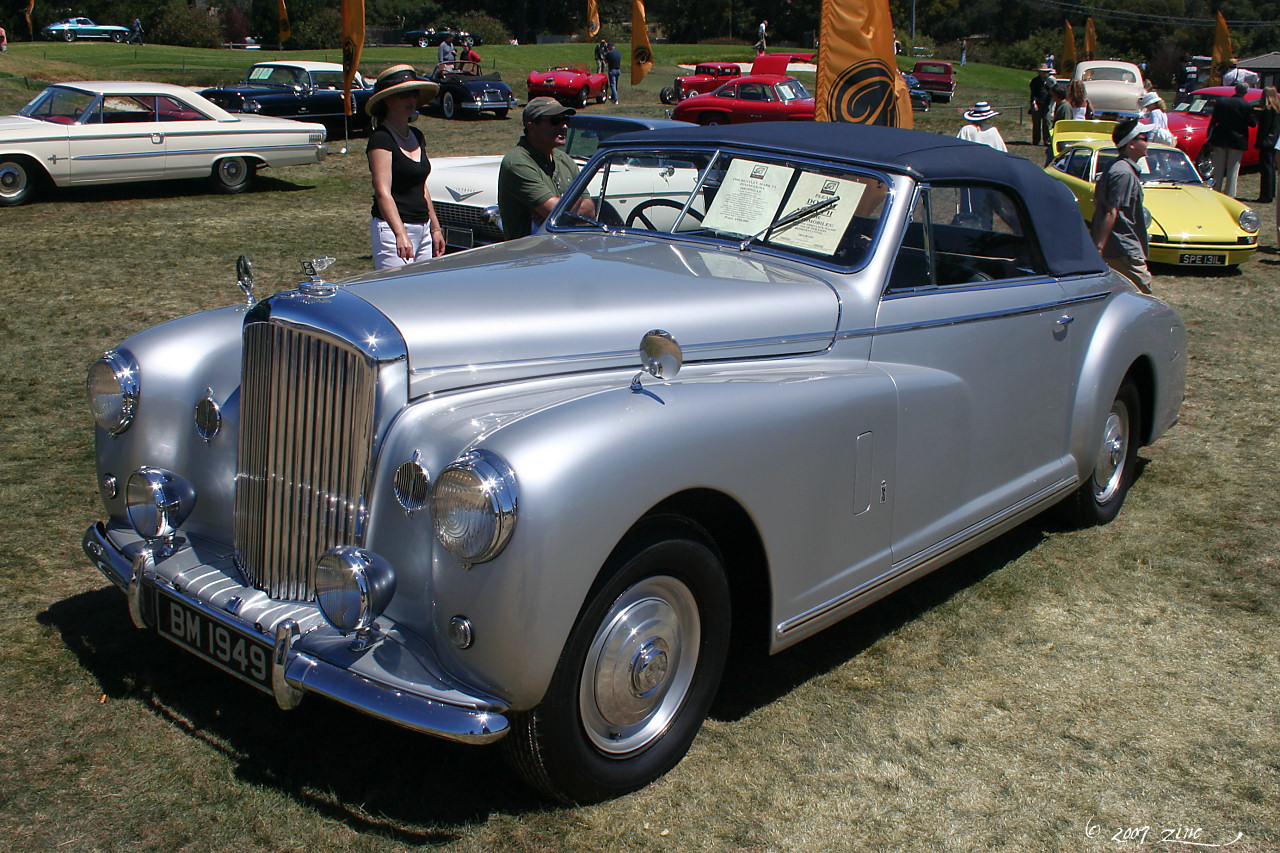
Bentley Mark VI
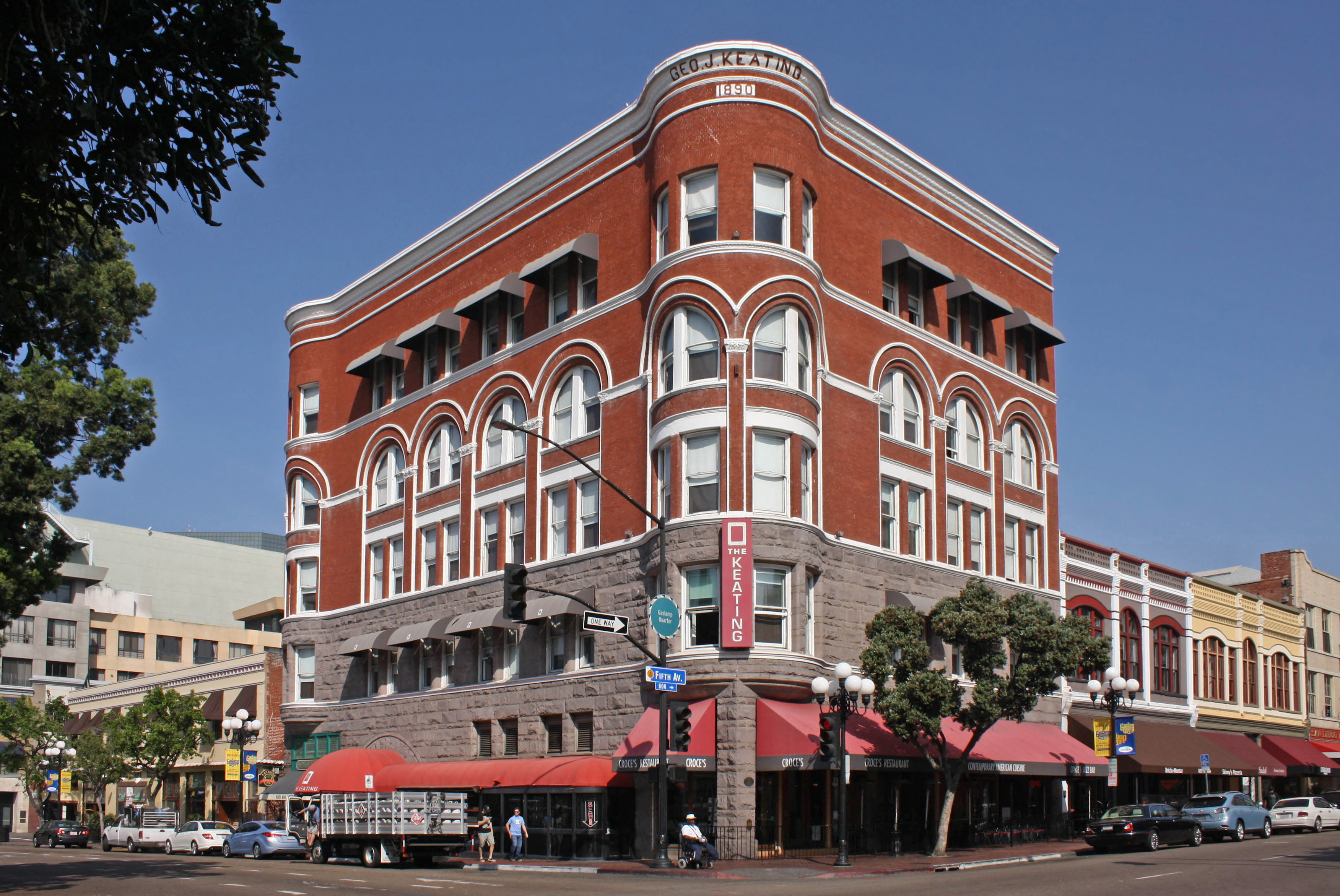
Keating Building, một thiết kế xây dựng của Pininfarina ở San Diego, California
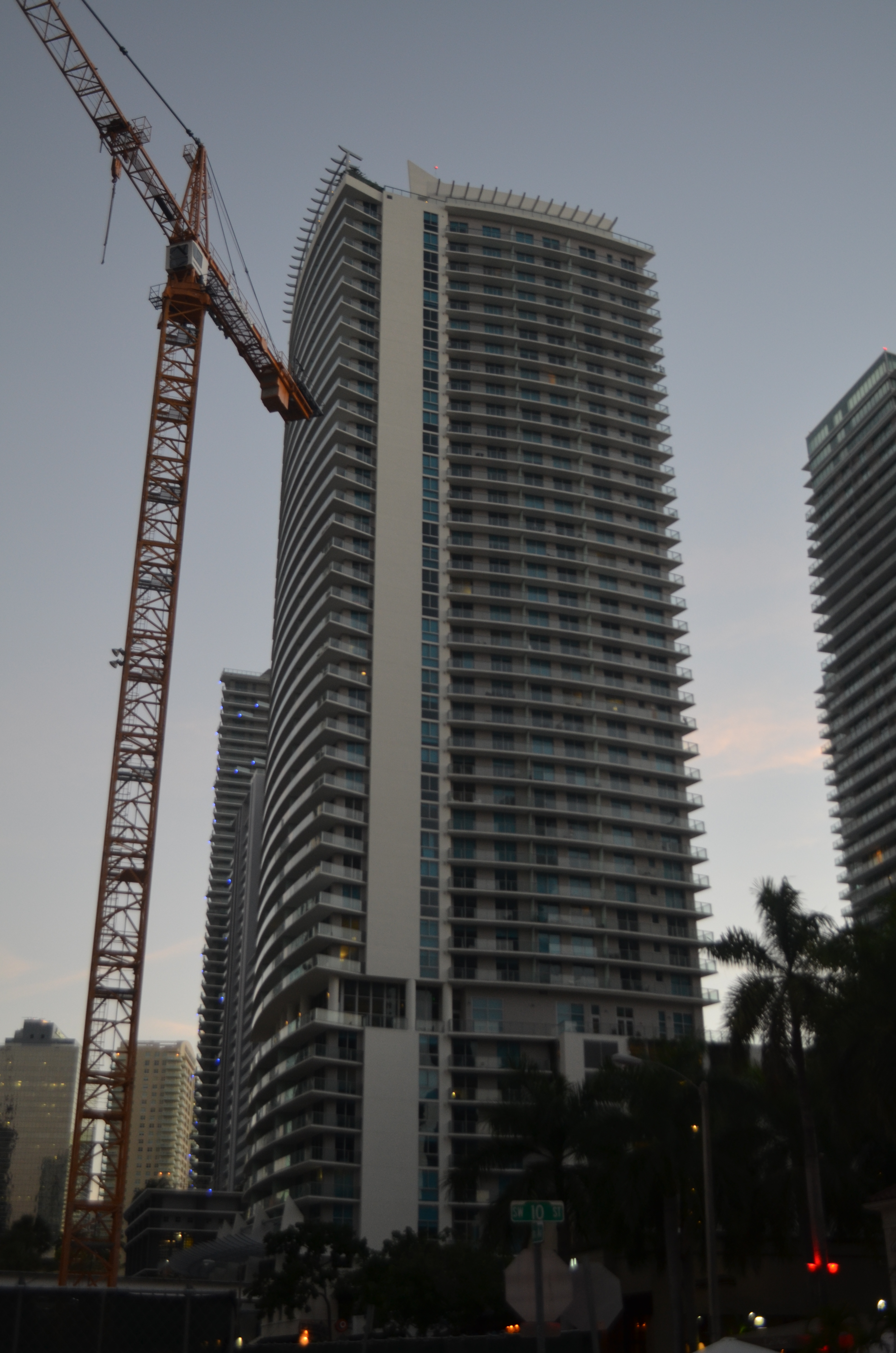
1100 Millecento, nhà cao tầng do Pininfarina thiết kế ở Miami, Florida